# Geslachtsorgaan
De geslachtsorganen zijn de organen bij eukaryotische meercellig organismen die primair voor de geslachtelijke voortplanting dienen. Ze zijn bepalend voor de vruchtbaarheid. Er is een grote verscheidenheid aan soorten met geslachtelijke voortplanting, elk met specifieke geslachtsorganen. Prokaryoten planten zich niet geslachtelijk voort, maar door celdelingen (binaire deling of door knopvorming).

## Planten
De primaire voortplantingsorganen van Embryophyta (landplanten), waartoe onder andere de mossen, de varens, de naaktzadigen en de bedektzadigen behoren, zijn de gametangia: de vrouwelijke archegonia en de mannelijke antheridia. Deze orgaantjes zijn van microscopische afmetingen, en vooral bij de naakt- en bedektzadigen sterk gereduceerd en nauwelijks meer waarneembaar. De landplanten worden gekenmerkt door een generatiewisseling en een kernfasewisseling: de haploïde gametofyt-fase (haplofase) wisselt af met de diploïde sporofyt-fase (diplofase).

### Mossen
Bij de mossen is het mosplantje de haploïde gametofyt, die de archegonia en de antheridia vormt. De in het antheridium gevormde zaadcellen zwemmen naar het archegonium en bevruchten daar de eicel.
Na de bevruchting kan de gevormde zygote uitgroeien tot een diploïde sporofyt, waar meiotisch de haploïde meiosporen worden gevormd.

### Varens
De varenplant is de diploïde sporofyt. Deze vormt de haploïde sporen in sporangia. De sporen groeien uit tot de gametofyten. Hierop staan de archegonia en de antheridia. De in het antheridium gevormde zaadcellen zwemmen naar het archegonium en bevruchten daar de eicel. Bij varens is er zo een afwisseling van individuen: een goed ontwikkelde sporofyt wisselt af met een kleine gametofyt. Bij enkele soorten is de gametofyt nog zelfstandig groeiend, bij veel soorten ontwikkelt de gametofyt zich binnen de sporenwand.

### Zaadplanten
Bij bedektzadigen is de sporofyt de zelfstandige plant. De geslachtsorganen van de bedektzadige planten zijn in principe de archegonia en de antheridia. Deze bestaan slechts uit weinige cellen en zijn sterk gereduceerd. De mannelijke meeldraden en de vrouwelijke stamper worden hier beschouwd als de geslachtsorganen omdat daarbinnen de mannelijke geslachtscellen, respectievelijk de eicellen worden gevormd. Verdere structuren, zoals kegelschubben, kelk of bloemkroon, omgeven de meeldraden en stampers.

## Zoogdieren, vogels en amfibieën
Bij dieren worden de geslachtsklieren gonaden genoemd. De ovaria (eierstokken) zijn de vrouwelijke gonaden, de organen voor de vorming van eicellen. De mannelijke gonaden zijn de testes (teelballen), de organen voor de vorming van spermatozoïden. De haploïde eicel en de haploïde spermatozoïden worden door meiotische delingen gevormd. Zodra de eicel bevrucht is, groeit uit de diploïde zygote weer het diploïde organisme, dat de voortplantingscellen kan vormen.
Veel zoogdieren hebben zowel uitwendige als inwendige geslachtsorganen. Het bepalen van het geslacht van een (jong) dier aan de hand van de geslachtsorganen heet seksen.
De inwendige geslachtsorganen van de mens zijn bij de vrouw de vagina, eierstokken en baarmoeder en bij de man de testikels. De uitwendige geslachtsdelen zijn de penis en het scrotum bij de man en de vulva bij de vrouw. De uitwendige geslachtsdelen worden bij mens ook wel schaamdelen genoemd, omdat ze in vele culturen zoals de westerse vaak het onderwerp van gêne zijn.

### Pathologie
Seksueel overdraagbare aandoeningen worden doorgegeven via contact met de genitaliën. Ernstige problemen met de geslachtsorganen leiden tot onvruchtbaarheid. Geslachtsziekten hebben echter niet altijd of uitsluitend betrekking op de geslachtsorganen zelf (soms veroorzaken zij weinig meer dan ongemak) en/of de vruchtbaarheid, maar kunnen in sommige gevallen, zoals aids, zelfs dodelijk zijn.